# Institut d'astrophysique de Paris
Institut d'astrophysique de Paris – jest instytutem badawczym w Paryżu we Francji. Instytut jest częścią Sorbony i jest powiązany z CNRS. Znajduje się w Paryżu, obok Obserwatorium Paryskiego. IAP został założony w 1936 roku przez francuskie Ministerstwo Edukacji pod przewodnictwem Jean Zay.
Wykładowcami byli tutaj między innymi: 
- François Bouchet – francuski astrofizyk, kosmolog
- Jean-Pierre Lasota-Hirszowicz –  profesor nauk fizycznych, francuski astronom i fizyk teoretyczny polskiego pochodzenia[3]

## Dyrektorzy Instytutu[4]
- 1936–1954: Henri Mineur
- 1954–1960: André Danjon
- 1960–1971: André Lallemand
- 1972–1977: Jean-Claude Pecker
- 1978–1989: Jean Audouze
- 1990–1998: Alain Omont
- 1998–2004 : Bernard Fort
- 2005–2013: Laurent Vigroux
- 2014–2020: Francis Bernardeau
- 2021-     : François Bouchet